# Навели (Л'Аквила)
Навели (итал. Navelli) је насеље у Италији у округу Л'Аквила, региону Абруцо.
Према процени из 2011. у насељу је живело 376 становника. Насеље се налази на надморској висини од 711 м.

## Становништво
Према резултатима пописа становништва 2011. у општини је живело 550 становника.
| 1931. | 1936. | 1951. | 1961. | 1971. | 1981. | 1991. | 2001. | 2011. |
| ----- | ----- | ----- | ----- | ----- | ----- | ----- | ----- | ----- |
| 2.310 | 2.169 | 1.823 | 1.418 | 1.023 | 822   | 700   | 625   | 550   |